# Siderosis (hierro)

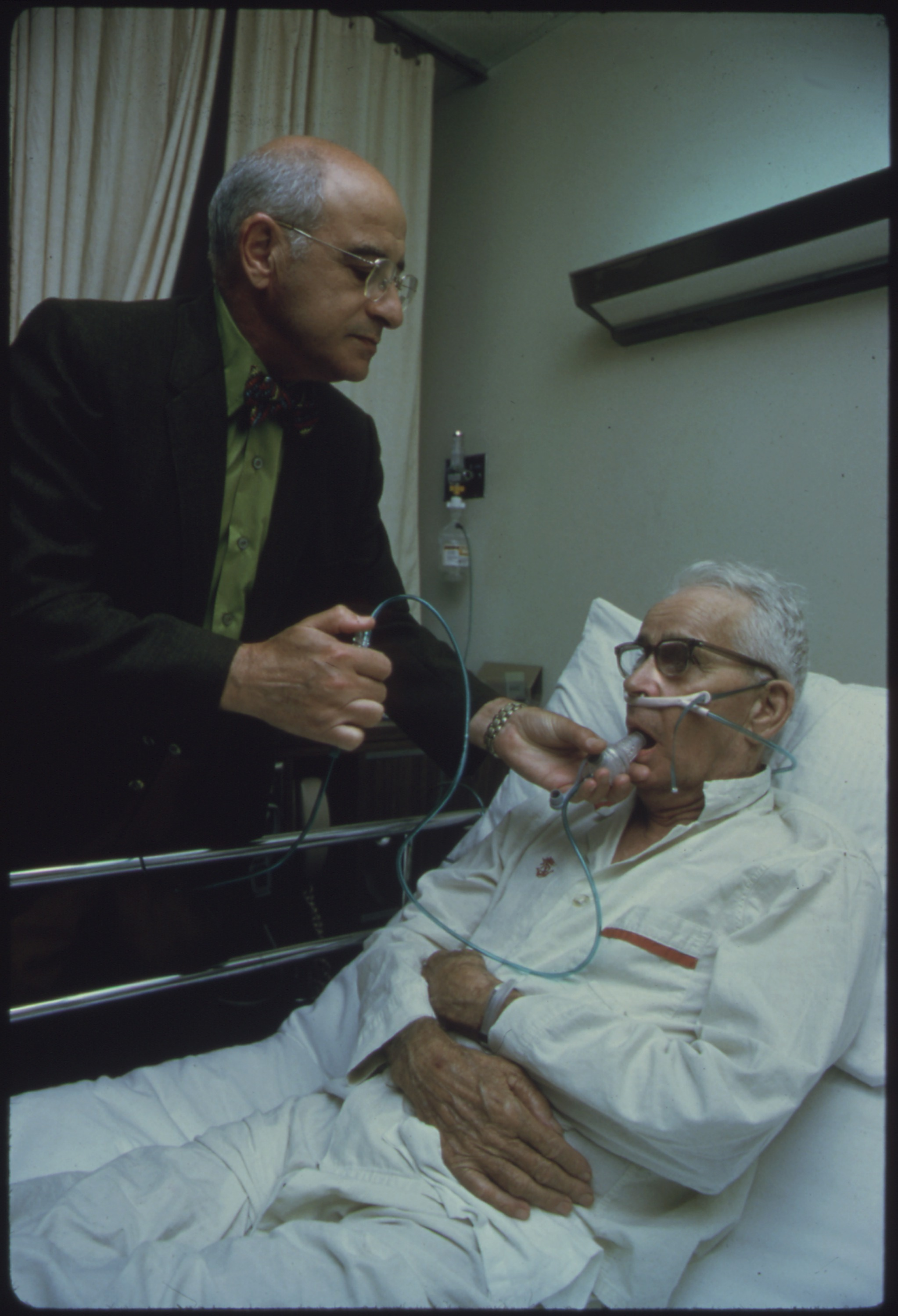
MÉDICO ATENDE A PACIENTE QUE SUFRE DE PULMÓN ROJO, ADQUIRIDO EN LAS MINAS DE HIERRO.

La siderosis es el depósito de hierro en los tejidos. El hierro en exceso es tóxico. El hierro reacciona con peróxido y produce radicales. La reacción más importante es ésta:
Fe2+ + H2O2 → Fe3+ + OH- + OH•
Si los niveles de hierro son normales, los mecanismos antioxidantes del organismo pueden controlar este proceso.
El hierro en exceso, que puede dar lugar a envenenamiento, se acumula en el hígado y provoca daños en este órgano.  

## Síntomas
Las partículas de polvo penetran en el organismo por vía respiratoria, alcanzando las de menor tamaño (< 3 micras) las vías aéreas inferiores. Da lugar a un cuadro conocido como siderosis, una forma de neumoconiosis en la que el paciente manifiesta inicialmente sintomatología obstructiva (tos, expectoración, disnea) y que evoluciona, en los casos intensos, a una fibrosis pulmonar con un patrón restrictivo severo. La explicación del severo daño ocasionado por el hierro en el pulmón radica en que es un generador de radicales libres, especialmente peróxido de hidrógeno y radicales hidroxilo, que causan una severa inflamación y una evolución más rápida a neumoconiosis (fibrosis pulmonar).
En la radiografía de tórax se observan múltiples nodulaciones densas, resultado del acúmulo de hierro tras la fagocitosis por los macrófagos. No está reconocido su poder cancerígeno.
No existen parámetros biológicos de exposición. Las radiografías de tórax y las pruebas de función pulmonar son esenciales para el seguimiento de la exposición.
En las necropsias de los pacientes con este tipo de neumoconiosis, es característico el color rojo de los pulmones, similar al color del mineral (ver imagen).
Nota: El término siderosis (neumoconiosis por polvo de hierro) tiende a confundirse con hemosiderosis (exceso de hierro en el organismo, que puede conducir a hemocromatosis). Nada tienen que ver. Un trabajador con siderosis no va a tener hemosiderosishemocromatosis, ya que el polvo inorgánico, una vez inhalado, se queda en el pulmón (donde origina su patología de forma similar al resto de los polvos minerales) y no va a pasar a sangre.
- Datos: Q1413860
- Multimedia: Red lung disease / Q1413860